# Sorabe

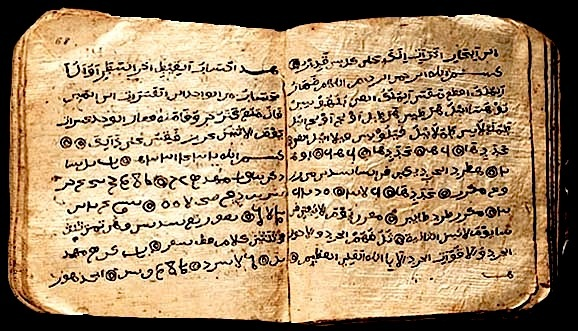
Een schrift met Malagassisch geschreven in het Sorabe

Sorabe of Sora-be is een alfabet gebruikt voor het schrijven in het Malagassisch en gebaseerd op het Arabisch alfabet.

## Geschiedenis
De eerste bevolking van Madagaskar kende geen schrift, overleveringen uit deze periode werden mondeling overgeleverd. Vanaf de 15e eeuw vestigden zich Arabieren op het eiland en mengden zich met de bevolking. Nakomelingen van deze Arabieren, de Antaimoro, gebruikten het Arabisch alfabet voor het schrijven van Malagassisch en noemden het Sorabe, wat samengesteld is uit het Arabische woord sura (schrijven) en het Malagassische woord be (groot).
Het feit dat Sorabe dus 'Groot schrift' betekent, impliceert volgens sommige onderzoekers dat er misschien een eerder alfabet bestond met kleinere letters, waarschijnlijk het Sanskriet. Deze heeft namelijk zijn oorsprong bij de Zuidoost-Aziaten, naar men aanneemt de eerste immigranten van Madagaskar.
Enkele honderden in leer gebonden manuscripten in het Sorabe zijn bewaard gebleven, waarvan de oudste uit de 17e eeuw stammen. Deze manuscripten bevatten voornamelijk magische formules, maar enkele bevatten ook historische verslagen over de oorsprong van de zuidoostelijke volken in Madagaskar. Volgens deze verslagen stammen zij af van Mekka of van de profeet Mohammed.

## Afschaffing
Andrianampoinimerina, de koning van de Merina in de 18e eeuw, stelde Antaimoro aan als adviseurs en schrijfleraren aan zijn hof, waar ze ombiasy werden genoemd, afgeleid van olona-be-hasina, wat 'persoon van veel deugd' betekent. Zijn zoon Radama I leerde deze taal lezen en schrijven toen hij nog kind was. Later verplichtte hij echter het gebruik van een Latijns alfabet, dat door de missionarissen David Jones en David Griffiths voor de Malagassische taal ontwikkeld was.